# مورچه‌قاپ‌های برهنه
مورچه‌قاپ‌های برهنه (نام علمی: Gymnopithys) نام یک سرده از تیره مورچه‌مرغ است.